# Künstler

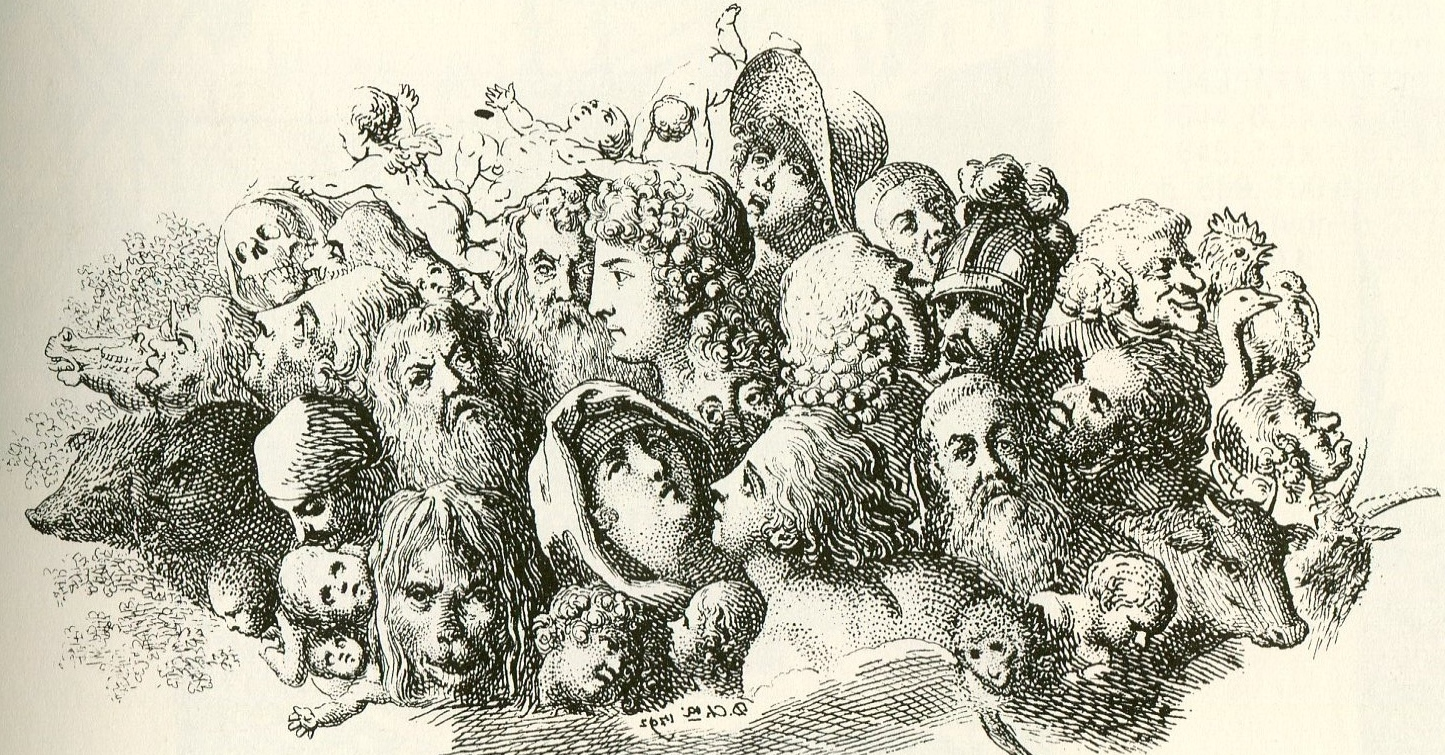
Das Gehirn eines Künstlers, Radierung von Daniel Chodowiecki

Als Künstler werden heute in der bildenden Kunst, der angewandten Kunst, der darstellenden Kunst, der Literatur sowie in der Musik kreativ tätige Menschen bezeichnet, die als Arbeiten oder Kunstwerke bezeichnete Erzeugnisse künstlerischen Schaffens hervorbringen. Die Summe aller Arbeiten eines Künstlers wird als sein Werk bezeichnet.
Im Kontext der deutschen Geistesgeschichte ist dagegen das Künstlertum mehr als nur ein Beruf. Für Goethe und Schiller war der Künstler der Inbegriff eines gebildeten Menschen. Diese philosophische Auffassung zieht sich als roter Faden von der Klassik über Wilhelm von Humboldt, zu Thomas Mann und vielen weiteren. Die allgemein-gesellschaftliche Reduzierung des umfassenden Begriffs des Künstlers als kreatives, gebildetes Individuum der Lebenskunst zur alleinigen Berufsbezeichnung fand erst im 20. Jahrhundert statt.

## Heutiges Berufsbild
Die Abgrenzung künstlerischer Tätigkeit zu Handwerk und Kunsthandwerk ist fließend. Dabei kann der Grad der Originalität einer künstlerischen Idee, eines Entwurfs, einer Ausführung oder einer Darstellung entscheidend sein. Ebenso ist die Grenze zur „nutzbringenden“ Technik nicht immer eindeutig feststellbar.
Abgesehen von reinen freischaffenden Künstlern sind Auftraggeber für künstlerische Arbeit neben Privatleuten oft staatliche Stellen, Kirchen, Firmen oder Mäzene, zum Teil über Förderpreise und Stipendien. Daneben kann der Künstler auch fest beschäftigt sein (Regisseure des Schauspiels, Berufsmusiker, historisch auch der Hofmaler).

### Gesetzliche Definition in Deutschland
Das Künstlersozialversicherungsgesetz in Deutschland bestimmt:

„Künstler im Sinne dieses Gesetzes ist, wer Musik, darstellende oder bildende Kunst schafft, ausübt oder lehrt. Publizist im Sinne dieses Gesetzes ist, wer als Schriftsteller, Journalist oder in anderer Weise publizistisch tätig ist oder Publizistik lehrt.“

Das Gesetz orientiert sich an typischen Berufsbildern: Ein Grafik-Designer oder Musiker gilt als Künstler, ein Möbeltischler als Handwerker. Die deutsche Künstlersozialkasse nennt vier Berufssparten, die ihre Leistungen erhalten: Bildende Kunst, Darstellende Kunst, Musik und Wort. Visuelle Kommunikation und Design werden zur bildenden Kunst gezählt. Schriftsteller mit oder ohne Kunstanspruch sind im Bereich Wort publizistisch Tätige. Der Umsatzsteuersatz für Künstler und Freischaffende beträgt in Deutschland 7 Prozent.

### Gesetzliche Definition in Österreich

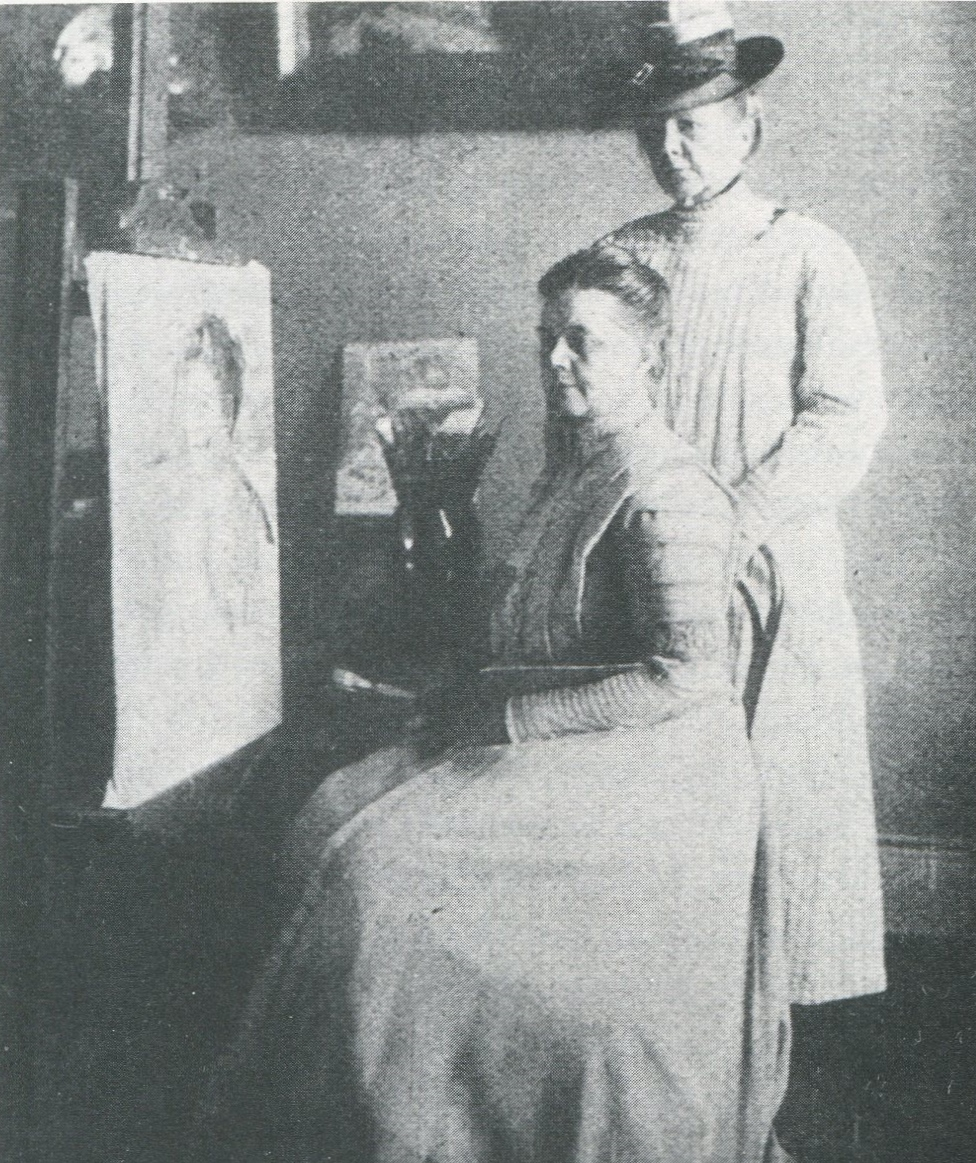
Die Malerinnen Molly und Helene Cramer in ihrer Malschule 1900

Den Begriff definiert das Künstler-Sozialversicherungsfondsgesetz:

„Künstlerin/Künstler im Sinne dieses Bundesgesetzes ist, wer in den Bereichen der bildenden Kunst, der darstellenden Kunst, der Musik, der Literatur, der Filmkunst oder in einer der zeitgenössischen Ausformungen der Bereiche der Kunst auf Grund ihrer/seiner künstlerischen Befähigung im Rahmen einer künstlerischen Tätigkeit Werke der Kunst schafft.“

Die Rechtssetzung fasst den Begriff durch die Formulierung „zeitgenössischen Ausformungen“ offen auf und ist insgesamt sehr werkorientiert:
Künstler ist, wer kunstschaffend ist.
Eine künstlerische Tätigkeit ist – nach der steuerlichen Rechtsprechung – „immer dann gegeben, wenn eine persönlich eigenschöpferische Tätigkeit in einem umfassenden Kunstfach aufgrund künstlerischer Begabung entfaltet wird.“ Der Begriff eigenschöpferisch wird bei Musikern, Dirigenten, Schauspielern und Regisseuren und bildenden Künstlern auch auf reproduzierende Tätigkeiten als künstlerisch ausgedehnt. Weiters ergänzt aber der Abs. 2 Künstler-Sozialversicherungsfondsgesetz:

„Wer eine künstlerische Hochschulausbildung erfolgreich absolviert hat, weist jedenfalls die künstlerische Befähigung für die Ausübung der von der Hochschulausbildung umfassten künstlerischen Tätigkeiten auf.“

Damit fallen auch beruflich als Künstler einschlägig ausgebildete unter den Begriff künstlerische Tätigkeit, was im Besonderen die Lehrtätigkeit mitumfasst.
Einkommensteuerrechtlich kann ein Künstler sowohl im Rahmen eines Dienstverhältnisses (Arbeitnehmer) tätig sein als auch selbständig und rechnet dann im Allgemeinen auf Werkvertragsbasis ab. Umsatzsteuerrechtlich ist der Begriff dahingehend relevant, dass freischaffende Künstler in Österreich nur 13 % Umsatzsteuersatz verrechnen.

## Ausbildung
Oft wird der Grad einer Befähigung Künstler zu sein, stereotypisch anhand einer Ausbildung bemessen. So wird Kunst im klassischen Sinne eher in einem Studium an Hochschulen bzw. Kunsthochschulen gelehrt, während kommerzielle, pragmatische Kunstaspekte eher an Fachhochschulen vermittelt werden. Weiter gefasst spielt eine Ausbildung zum Künstler jedoch keine Rolle; es finden sich zahlreiche Autodidakten in der Kunstszene, die Wert darauf legen, keine Ausbildung zu besitzen. Wer als Künstler angesehen wird, hängt entscheidend vom vorherrschenden oder individuellen Kunstbegriff ab.

## Psychologische Eigenschaften
Durch die psychologische Kreativtätsforschung sind Künstler hinsichtlich zahlreicher Merkmale wie z. B. kognitiver Eigenschaften und Persönlichkeit untersucht worden.

## Künstlerische Berufe
Typische Kunstberufe nach Kunstfach sind:
- Bildende Kunst: Bildhauer (z. B. Steinbildhauer oder Metallbildhauer) – Maler – Medailleur – Medienkünstler – Grafiker – Konzeptkünstler – Graffiti-Künstler – Glaskünstler
- Visuelle Kommunikation: Comiczeichner – Grafiker – Illustrator – Grafikdesigner – Mediengestalter
- Darstellende Kunst einschließlich Filmkunst: Dramaturg – Opernsänger – Regisseur – Schauspieler – Tänzer – Performance (Kunst) – Filmemacher – Visual Jockey – Artist – im weiteren Sinne auch Pornodarsteller
- Musik: Musiker – Sänger – Komponist – Dirigent – DJ
- Literatur: Schriftsteller – Romancier – Essayist – Lyriker
- Angewandte Kunst, einschließlich Design und Mode: Architekt – Fotograf – Kunstschmied – Graveur – Keramiker – Maskenbildner – Kostümbildner – Bühnen-/Szenenbildner – Designer – Modeschöpfer
- Kleinkunst: Zauberkünstler – Puppenspieler – Kabarettist

## Selbstverständnis bildender Künstler im historischen Wandel
Anhand von Selbstporträts seit der Renaissance lässt sich nachzeichnen, wie sich der Stand der malenden Künstler, ihre Haltung zur Gesellschaft und zu sich selbst im Laufe der Jahrhunderte verändert haben. Während bis zum ausgehenden Mittelalter der bildende Künstler ein namentlich unbekannter Handwerker war, er sich dann zuerst noch zurückhaltend in assistenza selber zeigt, wie Botticelli oder Dürer, kann man bis hin in die Gegenwart das sich verändernde Selbstbild nachweisen, das nach der Einführung des Genie-Begriffs und dem Divino artista im Verlauf der Renaissance, folgender barocker Selbstsicherheit bis hin zu Vincent van Gogh der kritischen Selbstüberprüfung voller Zweifel weicht.
Um 1500 lösten sich die bildenden Künstler allmählich aus dem Handwerkerstand, doch war die Masse der Künstler noch immer in Gilden und Zünften organisiert und sie hatten noch immer Gesellen und Lehrlinge wie die anderen Kunsthandwerker. Außerdem waren sie noch immer auf Aufträge angewiesen, reiche Adelige benötigten ihre Werke zur Dekoration von Schlössern und Landsitzen und brauchten Porträts zur Fortsetzung ihrer Ahnengalerien; Prälaten ließen ihre Kirchen und Klöster prachtvoll ausstatten. Der Zweck der Malerei und Skulptur blieb sich im Allgemeinen gleich und niemand hätte ihn ernstlich in Frage gestellt, nämlich schöne Dinge für Menschen zu schaffen, die danach verlangten. Auf diesem gemeinsamen Boden entstanden unter den Künstlern und Auftraggebern nur verschiedene Schulen und Theorien, die untereinander über die Frage im Streit lagen, was „Schönheit“ sei. Das Selbstverständnis der Künstler hat sich seither verändert, insbesondere seit der Zeit der Französischen Revolution, die die alten Auftraggeber entmachtete und dadurch teilweise neue schuf. Die Grundkonstellation der ökonomischen Abhängigkeit vom Auftraggeber oder Kunden ist bei allen Wandlungen des Selbstverständnisses aber bis heute geblieben. Dies sorgt bisweilen für (auch innere) Konflikte angesichts eines Selbstverständnisses, das oft Kreativität, Selbstverwirklichung oder die Mission politischer oder gesellschaftlicher Positionen in den Mittelpunkt stellt.

## Zeitgenössische Künstler
In der Zeitgenössischen Kunst sind Künstler, die im internationalen Kunstbetrieb wahrgenommen werden, nicht auf traditionelle Kunstsparten zu reduzieren. Ihre Rolle verändert sich durch interdisziplinäre Herangehensweisen, durch Bezüge zu geisteswissenschaftlichen oder naturwissenschaftlichen Erkenntnissen, durch neue Kunstformen in neuen Medien, siehe Digitale Kunst, und durch die ständigen Veränderungen auf dem Kunstmarkt und im Kunstbetrieb. Literatur, Film, Musik, Theater und Bildende Kunst gehen in Neuen Medien ineinander über und die Grenzen zwischen „reiner Kunst“, L’art pour l’art, engagierter Kunst und Kunstkommerz sind durchlässig.
Welche Werke und Künstler am Kunstmarkt begehrt sind, hängt von vielen Faktoren ab. Nicht immer sind allein künstlerische und kunsthistorische Qualitäten ausschlaggebend. Die mediale Darstellung des Künstlers und seiner Kunst können die Wertschätzung stark beeinflussen. Deshalb arbeiten Künstler oft im Verbund mit professionellen Vermittlern, wie Kunsthändlern, Galeristen und Kulturmanagern. Der Name eines Künstlers kann in solchen Vermarktungszusammenhängen zur Handelsmarke werden und seine mediale Präsenz zu Kapital. Die Orientierung an bekannten Künstlernamen und ihre ständige Erwähnung (engl.: namedropping) gehört daher zu den Eigenheiten des Kunstbetriebs, ähnlich dem Starkult in der Musik. Dagegen steht das Ideal, sich als Betrachter unvoreingenommen auf Kunstwerke einzulassen und von ihrer Qualität ausgehend eine Künstlerin oder einen Künstler zu entdecken.

## Kritiker
Der Kritiker des Künstlers ist der Kunstkritiker. Der fundamentalste Kritiker des Künstlers ist der Künstlerkollege aufgrund der Sachkenntnis, aber auch als Ausdruck des Wettbewerbs.